# Wattis (ősi bánya)
A Wattis kőszénbánya (később Star Point) az amerikai Utah állam területén található Salt Lake Citytől kb. 200 km-re délkeletre. 
1953-ban a Lion széntársaság bányászai a bánya területén egy kész alagútrendszerbe törtek be, amelyről addig nem voltak feljegyzések. Az alagutak olyan régiek voltak, hogy a bennük levő szén csaknem teljesen oxidálódott és így értéktelenné vált. Az esetet a Szénkor (Coal Age) 1954. februári száma jelentette. 
1953. augusztusában a műszaki minisztériumból Wilson E. John és az utahi egyetem őslénytani osztályáról Jennings D. Jesse láttak hozzá a prehisztorikus szénbánya megvizsgálásához. Nemcsak alagutakat, hanem központi széntároló csarnokot is találtak, ahová a felszínre szállítás előtt gyűjtötték a szenet. Az alagutak 150-180 cm magasak és pár száz méter hosszúak voltak, a korszerű bányák elrendezéséhez hasonlóan követve a szénereket. A kutatók nem találták meg a régi bányarendszer bejáratát, de kb. 2700 méter mélységig követték az egyik alagutat. 
A kivizsgálás megállapította, hogy egyetlen környékbeli indián törzs sem használt soha szenet és nem is tudtak egy csoportról sem, amely használt volna. 

## Külső hivatkozások
- „Nations Before Our Own” (Hozzáférés: 2015. március 12.)
- „Discovery of an ancient tunnel system”, Fate magazine, 1954. július 1., 7-8. oldal